# Peklo

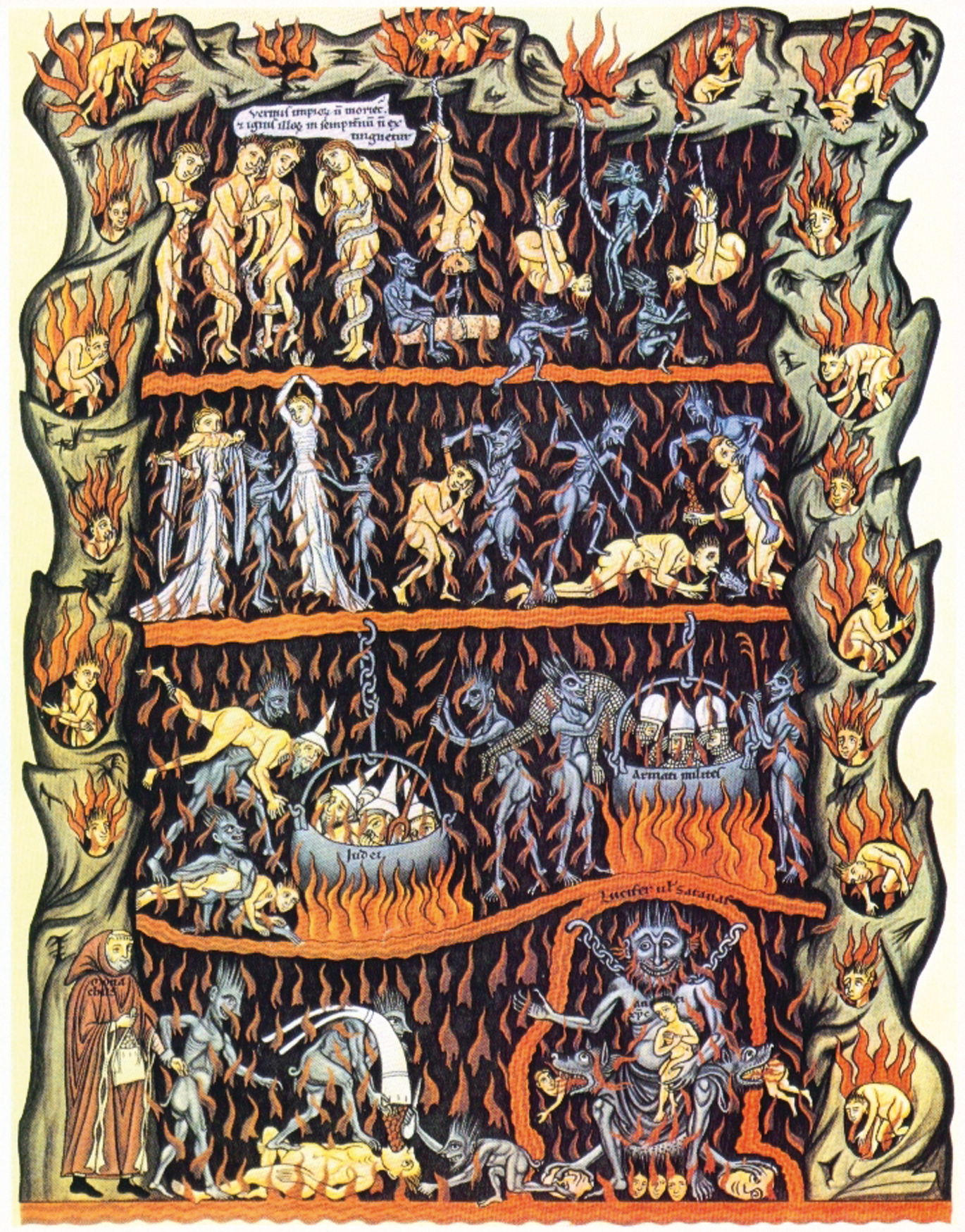
Středověké ztvárnění pekla od Herrada von Landsberg (okolo 1180)

Peklo je místo v posmrtném životě, ve kterém jsou zemřelí podrobeni utrpení za viny, obvykle jako věčný trest. Náboženství s lineárním pojetím historie líčí peklo jako věčné příkladem jsou křesťanství, islám, ale zřejmě i starořecký Tartaros, zatímco náboženství s cyklickým pojetím času a reinkarnací líčí peklo jako přechodný stav mezi inkarnacemi, zejména v dharmických náboženstvích. Peklo je tradičně umístěno v podzemí (viz podsvětí). Jiným místem posmrtného života je nebe či ráj. 
Další náboženství považují podsvětí za říši mrtvých obvykle umístěnou v podzemí, například Hádés, Hel, Šeol, Xibalbá nebo Mictlan. Ve starověkých mytologiích je často popisována možnost vstupu do podsvětí ze světa živých (viz také brána do pekel v pozdějších evropských pohádkách nebo v Božské komedii) kam odcházely duše zemřelých. Peklo je součástí řady mytologií, náboženství a folkloru. Peklo je obýváno démony a dušemi zemřelých. Peklo je v náboženských představách včetně křesťanství a islámu nejčastěji popisováno jako jezero ohně a síry (poprvé již ve Zjevení Janovu). V jiných tradicích je peklo naopak ledově chladné. Některé buddhistické i křesťanské texty (Božská komedie) připouštější existenci ohnivých i ledových pekel.  

## Starověká polyteistická náboženství

### Starověké Řecko a Řím
V řecké mytologii je Tartaros (řecky Τάρταρος) ponuré místo či propast ležící v podsvětí, sloužící jako místo trestu. V dialogu Gorgias Platón píše že duše zemřelých jsou souzeny poté, co překročí řeku mrtvých, a ti, kteří zasluhují trest, jdou do Tartaru. Římané je později převzali.

## Monoteistická náboženství

### Židovství
Šeol je v hebrejské Bibli místo temnoty, kam jdou duše zemřelých. Šeol je v řečtině překládán jako Hádés. V Novém zákoně je Hades podsvětí a jeho personifikace. Raný judaismus neměl koncept pekla, přičemž pojetí posmrtného života bylo přijato v helenistickém období, zřejmě od sousedících helenistických náboženství. Příkladem je kniha Daniel. Daniel 12,2 říká „Mnozí z těch, kteří spí v prachu země, procitnou; jedni k životu věčnému, druzí k pohaně a věčné hrůze.“

### Křesťanství

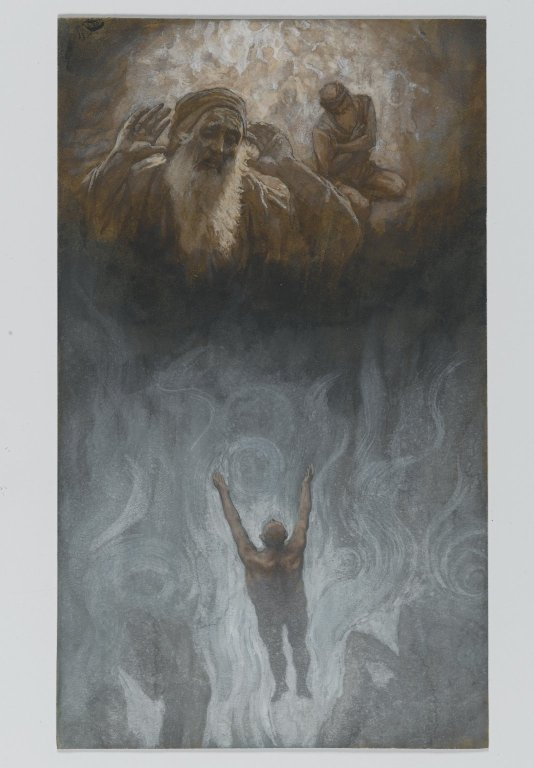
Podobenství o Lazarovi a boháčovi zobrazující boháče v pekle, který žádá Lazara a Abraháma o pomoc od Jamese Tissot

Křesťanská doktrína pekla vychází z Nového zákona. Slovo peklo se v řeckém Novém zákoně nevyskytuje, jsou tam ale použita tři jiná slova: řecká slova Tartaros a Hades a hebrejské slovo Gehinnom. V Septuagintě a Novém zákoně překladatelé použili slovo Hádés na místě hebrejského Šeolu, avšak spíše s židovským než s řeckým pojetím. V židovském pojetí je Šeol jako v knize Kazatel místo, kde není žádná aktivita. Nicméně už od Augustina někteří křesťané věřili, že duše zemřelých křesťanů odpočívají v pokoji, zatímco zavržení hříšníci trpí od smrti až po vzkříšení.
| Hebrejský Starý zákon | Septuaginta    | Řecký Nový zákon    | v Novém zákoně | Vulgata  | KJV   | NIV   |
| --------------------- | -------------- | ------------------- | -------------- | -------- | ----- | ----- |
| שְׁאוֹל (Sheol)          | Ἅιδης (Haïdēs) | ᾌδης (Ádēs)         | x10            | infernus | Peklo | Hades |
| גֵיא בֶן־הִנֹּם (Ge Hinom) | Εννομ (Ennom)  | γέεννα (géenna)     | x11            | infernus | Peklo | Peklo |
| (N/A)                 | (N/A)          | Ταρταρόω (Tartaróō) | x1             | infernus | Peklo | Peklo |

Podle biblické knihy Zjevení Janova bylo peklo připraveno pro Satana a jeho anděly, po Posledním soudu však do něj budou uvrženy také duše zlých lidí a lhářů (Zj. 20,14–15, Zj. 21,8).
Římskokatolická církev definuje peklo jako stav konečného (sebe)vyloučení ze společenství s Bohem a blaženými. Peklo je důsledek úmyslného páchání smrtelného hříchu bez pokání a úmyslného odmítání Boží milosti, což má za následek věčné oddělení od Boha. v okamžiku smrti. Za jeden z mála konkrétnějších popisů křesťanského pekla je považována novozákonní fráze „pláč a skřípění zubů“.

### Islám
V islámu je džahannam (arabsky جهنم‎) místem ohně a dalších utrpení zatracených. Někdy bývá, snad pod staroegyptským vlivem, popisováno jako obrovský netvor, který o Posledním soudu pohltí všechny zatracené do svých útrob, kde budou navěky trpět.

## Východní náboženství

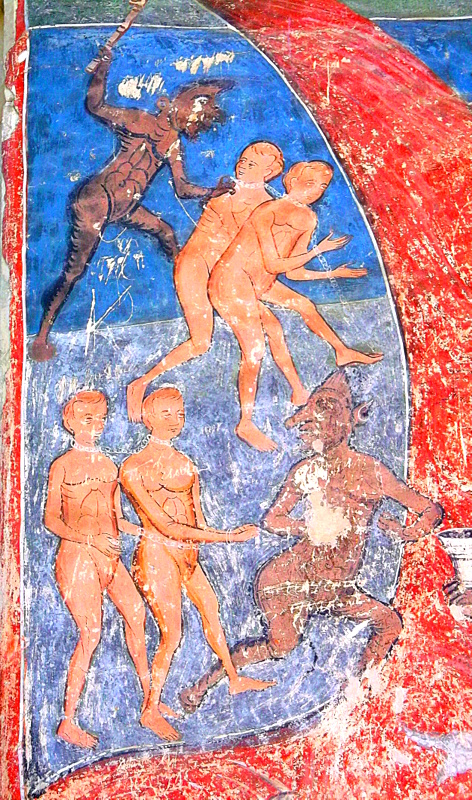
Freska v Kláštere Moldovița, Rumunsko

### Buddhismus
V buddhismu je peklo nazýváno naraka nebo niraja a je chápáno jako místo dočasného trestu a utrpení mezi dvěma inkarnacemi. Buddhistické texty popisují několik desítek ledových a horkých pekel. Především v čínském a japonském buddhismu je peklo popisováno jako byrokratická mašinerie se soudci, žalobci, soudními vykonavateli, dozorci a katy, která funguje podle vzoru středověké čínské a japonské justice.

### Hinduismus
Naraka (v sanskrtu naraka) je peklo v hinduismu. Jeho vládcem, a současně nejvyšším soudcem, je bůh smrti Jama, který je díky tomu někdy vnímán také jako bůh spravedlnosti. Podobně jako v buddhismu jsou i v hinduismu pekelné tresty dočasné a po jejich vypršení následuje další inkarnace.

## V literatuře
Mezi nejznámější historické popisy pekla patří Božská komedie od Dante Alighieriho. Básník zde postupně putuje peklem, dále očistcem a nakonec zakončí svou pouť v ráji.
Peklo je různým způsobem zobrazeno v mnoha dílech moderní literatury a kinematografie, zejména v žánrech fantasy a hororu, v českém prostředí však také v pohádkové opeře (Čert a Káča), filmových pohádkách (např. Hrátky s čertem, S čerty nejsou žerty, Z pekla štěstí, Čert ví proč) a další tvorbě pro děti.

## Kultura

### Folklór
V lidové mytologii je možno do pekla vstoupit, zachránit z něj trpící duši, vyvést ji z pekla ven a vrátit tak zemřelého hříšníka do života. O mnohých jeskyních, tunelech a jiných otvorech v zemi se v pověstech vypráví, že jsou vchodem do pekla. Jindy se říká, že brána do pekla se nachází za šípkovým keřem. Odtud pochází úsloví „jdi mi k šípku“. V evropském folklóru, včetně českých pohádek, jsou s peklem velmi často spojovány ohromné kotle, v nichž se hříšné duše vaří nebo pečou. S touto představou pracuje v Božské komedii i Dante Alighieri, ale nemá oporu v Bibli ani ve spisech církevních otců. V hinduistických textech se hovoří o pekelných kotlích, do nichž budou v Jamově říši uvrženi ti, kdo spáchali incest se svou sestrou nebo zabili vyslance. Také na japonských a tibetských obrazech buddhistického pekla se nacházejí obrazy démonů vařících hříšníky v kotli. Snad nejstarší zmínky o podsvětních kotlích, v nichž mají být zničena zloba a nemoci, se objevují v chetitských zaklínadlech z 2. tisíciletí př. n. l.